# Diores magicus
Diores magicus är en spindelart som beskrevs av Rudy Jocqué och Ansie S. Dippenaar-Schoeman 1992. Diores magicus ingår i släktet Diores och familjen Zodariidae.
Artens utbredningsområde är Zimbabwe. Inga underarter finns listade i Catalogue of Life.